# Vikingos de Miranda
Vikingos de Miranda es uno de los 6 clubes que en 2011 fundaron la Liga Venezolana de Voleibol (SVV). Juega sus partidos de local en el Gimnasio José Joaquín Papá Carrillo, en el Municipio Sucre del estado Miranda.

## Historia
El club fue creado en el año 2011 con sede en el Municipio Sucre del estado Miranda, al este de la capital venezolana siendo uno de los equipos fundadores de la Liga Venezolana de Voleibol. Ese mismo año llegó a clasificar a la semifinal la cual perdió ante el que equipo quien seriá el campeón ese año Huracanes de Bolívar. 
En la temporada 2012 clasificó de nuevo a la semifinal junto al campeón y mismo adversario del año anterior Huracanes de Bolívar, equipo que venció en 2 juegos y que le permitió llegar a la final junto a Aragua Voleibol Club para que la Serie Final quedara 2-1 a favor de los Mirandinos y coronarse campeones de la 2.ª edición de dicho torneo deportivo.